# Universitetsområdet (Aalborg)
Universitetsområdet er en sydøstlig bydel i Aalborg mellem Aalborg Øst mod nord og Gug mod vest. Universitetsområdet er beliggende 5 km. sydøst for Aalborg Midtby. Der er 4.277 indbyggere (2020) i Universitetsområdet. Bydelen er opvokset omkring Aalborg Universitet, der er grundlagt i 1974. Flere af vejene i bydelen er opkaldt efter nobelprisvindere, heriblandt Albert Einstein, Fredrik Bajer, Niels Bohr, Bertil Ohlin, August Krogh, Linus Pauling, Henrik Pontoppidan og Johannes Fibiger.
I Universitetsområdet ligger Gigantium, NOVI videnspark, DR Nordjylland, flere afdelinger af Aalborg Universitet, erhverv og boliger.
Et nyt universitetshospital er under opførelse på en grund ved Postgården øst for Aalborg Universitet.

## Fodnoter
1. ↑  Folketal 2020 i bydele Arkiveret 14. marts 2021 hos  Wayback Machine. Arkiveret 10. marts 2021 hos Wayback Machine. Aalborg Kommune. Hentet 10-03-2021.